# Las Berlanas
Las Berlanas település Spanyolországban, Ávila tartományban. Las Berlanas Monsalupe, San Juan de la Encinilla, Riocabado, El Oso, Gotarrendura és Peñalba de Ávila községekkel határos. Lakosainak száma 323 fő (2024).

## Népesség
A település népessége az utóbbi években az alábbiak szerint változott:
| Lakosok száma | 346  | 346  | 342  | 356  | 369  | 349  | 328  | 319  | 334  | 323  |
|               | 2001 | 2004 | 2006 | 2009 | 2011 | 2014 | 2016 | 2019 | 2021 | 2024 |